# Spilosoma obliquivitta
Spilosoma obliquivitta är en fjärilsart som beskrevs av Moore 1879. Spilosoma obliquivitta ingår i släktet Spilosoma och familjen björnspinnare. Inga underarter finns listade i Catalogue of Life.